# Суичмезов, Александр Михайлович
Александр Михайлович Суичмезов (16 августа 1911, ст. Усть-Белокалитвенская, Ростовская обл. — 25 января 1986, Ростов-на-Дону) — советский писатель, драматург и очеркист,  главный редактор журнала «Дон» (1975—1986). Заслуженный работник культуры РСФСР (1967).

## Биография
Родился 16 августа 1911 года в станице Усть-Белокалитвенской Ростовской области.  Детские и юношеские годы провел в станицах, расположенных у реки Северский Донец.
Окончил школу в станице Каменской .
По окончании школы работал на стройках,  занимался на подготовительных курсах по подготовке к поступлению в институт. Окончил Ростовский педагогический институт.
Печатать свои произведения начал в 1924 году в газете «Красный шахтер». В 1930 году опубликован его рассказ «В талах» о событиях, касающихся коллективизации в стране.
В 1931 году печатался под псевдонимом Ал. Донецкого в центральной «Крестьянской газете», где работал разъездным корреспондентом. В 1939 году написал драму «Мы не забыли» о немецкой оккупации Дона в 1918 году.
До 1940 года работал в редакциях газет Дона и Кубани. 
С 1940 года работал в Ростовском книжном издательстве, где занимался редактированием книг. 
В годы Великой Отечественной войны, 1941—1944 годах был политработником в Советской Армии; занимался изданиями плакатов, агитокон, альбомов, описывающих защиту Родины от фашистов.
После демобилизации трудился в редакции газеты «Известия», с 1947 года был редактором ростовской областной газеты «Молот».
С 1975 по 1986 год работал главным редактором журнала «Дон».
Скончался 25 января 1986 года в Ростове-на-Дону в возрасте 74 лет.

## Произведения
Александр Михайлович Суичмезов — автор пьес: «Ранней весной» (1959), «Диссертация» (1959), «Свежий ветер» (1963).
Изданы его книги: «Здравствуй, Дон!» (1964), «Край тихого Дона» (1965), «Дали донские» (1970), «Родная Донщина» (1971). 
В 1981 году в издательстве Ростиздат вышел сборник его произведений «На всю жизнь». В сборнике напечатаны: повесть «Из личной жизни Бориса Велихова», рассказы, очерки о встречах с М. А. Шолоховым, А. С. Серафимовичем, К. А. Треневым, Н. Ф. Погодиным, фольклористом, этнографом и музыковедом А. М. Листопадовым.

## Награды

Могила Суичмезова на Северном кладбище Ростова-на-Дону.

- орден Ленина (04.05.1962)
- орден Трудового Красного Знамени
- орден Дружбы народов (14.08.1981)
- 2 ордена «Знак Почёта»
- медали